# 萊克科莫倫特 (密西西比州)
萊克科莫倫特（英語：Lake Cormorant）是位於美國密西西比州德索托縣的非建制地區。

## 地理
萊克科莫倫特所處的海拔為高於海平面63米（即207英呎），而該地所採用的時區為UTC-6，即北美中部時區（CST）。同時該地設有夏令時間，為UTC-6調快一小時，即UTC-5（CDT）。